# تپه قلعه حصارک بالا
تپه قلعه حصارک بالا در روستای حصارک بالا، بخش گلستان، شهرستان بهارستان واقع شده. این اثر در تاریخ ۲ بهمن ۱۳۸۲ با شمارهٔ ثبت ۱۰۸۱۰ به‌عنوان یکی از آثار ملی ایران به ثبت رسیده است.